# Bell V-280 Valor
Il Bell V-280 Valor è un convertiplano sviluppato dall'azienda statunitense Bell Helicopter Textron in collaborazione con la Lockheed Martin nell'ambito del programma Future Vertical Lift (FVL) varato dallo United States Army.
La macchina è stata presentata ufficialmente all'Army Aviation Association of America (AAAA) Professional Forum & Exposition di Fort Worth del 2013, in Texas.
Più precisamente, il Valor concorre per la gara FLRAA ( Future Long-Range Assault Aircraft ) all'interno del programma FLV, che come è noto, comprende anche la gara per il cosiddetto FARA ( Future Attack Reconnaissance Aircraft ).
Il V-280 ha svolto il suo primo volo il 18 dicembre 2017 ad Amarillo, in Texas.

## Storia del progetto
Il V-280 Valor è un progetto nato in risposta alle richieste avanzate dallo U.S. Army in previsione della sostituzione dell'elicottero UH-60 Black Hawk attualmente in servizio. Nelle attività di progettazione la Bell, al fine di costruire e testare il modello, ha progressivamente costituito un team, denominato appunto "Valor", composto da aziende di vari settori tra le quali figurano la Lockheed Martin, la Israel Aerospace Industries, la GKN Aerospace e la General Electric.
Il modello dovrà fungere da dimostratore tecnologico (Joint Multi-Role Technology Demonstrator o JMR-TD) in concorrenza con il Sikorsky-Boeing SB-1 Defiant, elicottero realizzato dal team costituito dalle aziende Sikorsky Aircraft Corporation e Boeing.
Nel mese di Dicembre 2022 l'US Army ha annunciato che il Bell V-280 Valor è il vincitore della competizione FLRAA (Future Long-Range Assault Aircraft - futuro aeromobile d'assalto a lungo raggio) nell'ambito del programma FVL (Future Vertical Lift).

## Tecnica
Il V-280 Valor è un convertiplano bimotore, ad ala alta; il prototipo portato in volo alla metà di dicembre del 2017 è in configurazione da trasporto truppe e presenta fusoliera dotata di ampi portelloni laterali realizzati per facilitare le operazioni dei quattordici soldati ospitabili nel vano centrale. I piani di coda hanno conformazione "a V".
Caratteristica peculiare del velivolo sono le grandi eliche basculanti mentre i motori, disposti alle estremità delle ali, rimangono fissi diversamente da quanto realizzato nel precedente Bell Boeing V-22 Osprey, nel quale tutta la struttura delle gondole dei motori era basculante.
I motori saranno realizzati dalla General Electric; nel prototipo sono provvisoriamente installati due turboalbero General Electric T64.